# Turistická značená trasa 4246
 Turistická značená trasa 4246 je 4 km dlouhá zeleně značená trasa Klubu českých turistů v okrese Trutnov spojující žlutě značenou chatu Jelenku s Růžohorským sedlem. Její převažující směr je západní. Trasa se v celé délce nachází na území Krkonošského národního parku.

## Průběh trasy
Trasa má svůj počátek u turistické chaty Jelenka ve východním úbočí Svorové hory, kde navazuje na zde končící žlutě značenou trasu 7220 z Pomezních Bud, současně rozcestím prochází Cesta česko-polského přátelství vedoucí ze stejného místa na Sněžku a s ní souběžná polská modře značená trasa.
Trasa 4246 je v celé délce vhodná pouze pro pěší, kamenitá lesní pěšina postupně přechází do kosodřeviny a přechodů kamenných moří. Je vybavena zimním tyčovým značením a využívá historickou cestu zvanou Travers. Vede nejprve jižním úbočím Svorové hory, poté Obřího hřebene a nakonec jihovýchodním úbočím Sněžky. Končí nad Růžohorským sedlem na rozcestí se žlutě značenou Kubátovou cestou sestupující ze Sněžky na Růžovou horu.

## Historie
- Dříve byla trasa značena žlutou barvou.[3]
- V únoru 1945 havarovalo v blízkosti trasy ve sněhové vánici letadlo Junkers Ju 52/3m přepravující zraněné německé vojáky z Breslau (dnešní Vratislav). Zahynulo dvacet tři osob, několika mužům se díky tyčovému značení podařilo dostat na Růžohorky. Trosky letadla byly z cesty mnoho let viditelné, než byly v září 1998 vrtulníkem přeneseny do Malé Úpy, kde je část ve zdejším informačním centru vystavena[4]. Na místě neštěstí se nachází malý pomník doplněný posledními zbytky stroje.